# 383
383 је била проста година.

## Догађаји
- Магнус Максимус повлачи римске трупе из региона Велса, означавајући ефективни крај римске владавине у Велсу.
- 19. јануар – Аркадије је уздигнут за цара.
- Римске трупе у Британији проглашавају Магнуса Максимуса за свог цара. Он прелази на континент и чини Трир својом престоницом. Галија, италијанске провинције и Хиспанија проглашавају му лојалност.
- 25. август – Цар Грацијан, стар 24 године, убијен је у Лугдунуму (данашњи Лион), остављајући за собом младу удовицу Лету. Панонија и Африка чувају своју лојалност савладаном цару Валентинијану II, који је тада имао 12 година, чија мајка, Јустина, влада у његово име.
- Цар Теодосије I уступа Дакију и Македонију Валентинијану II. Они признају Магнуса Максимуса за августа.
- Теодосије I шаље Флавија Стилихона као изасланика на персијски двор краља Шапура III у Ктесифону, да преговара о мировном споразуму у вези са поделом Јерменије.
- Битка код реке Феј (Фејшуи): снаге Бившег Ђина су поражене од бројчано мање снажне војске Источног Ђина у Анхуију, чувајући државу Ђин на југу и убрзавајући уништење бившег Ћина на северу.
- Персијски краљ Ардашир II умире након четворогодишње владавине. Наслеђује га син Шапур III.
- По наређењу цара Теодосија I, Евномије из Кизика је протеран у Мезију.

## Смрти
- 30. мај — Преподобни Исакије исповедник - хришћански светитељ.

- 25. август – Грацијан, римски цар (убијен) (рођен 359)
- 21. октобар – Света Урсула, римска хришћанска мученица и светац
- Ардашир II, сасанидски краљ (шах) („Краљ краљева“)
- Флавија Максима Констанција, ћерка Констанција II
- Свети Фрументије, феничански мисионар и епископ
- Фу Ронг, кинески генерал и премијер
- Вулфила, готски мисионар и епископ